# Paul Andréota
Œuvres principales
- Zigzags
- La Pieuvre

Paul Andréota est un écrivain et scénariste français, né le 11 décembre 1917 à La Rochelle, ville où il est mort le 14 novembre 2007. Il est aussi connu sous le nom de plume de Paul Vance.

## Biographie
Après la mort de son père, lorsqu'il a douze ans, Paul Andréota se retrouve à Paris. Après une licence de lettres et une entrée à l'École normale supérieure, il bifurque vers la musique (piano et composition au Conservatoire). Il est grand amateur de jazz. La guerre interrompt tout. Il passe une partie de la période de l'Occupation à Marseille, décor de son premier roman d'après-guerre : Hors-Jeu (Grasset, 1947). Il publie ensuite Évangéline (1948) qu'il dédie à son ami écrivain Michel Perrin, puis Attentat à la pudeur (1949), deux romans d'inspiration autobiographique dont il veut s'écarter.
Il devient alors scénariste, adaptateur, dialoguiste, écrit une quarantaine de films, collaborant avec des réalisateurs célèbres. En 1968, sans cesser d'écrire pour le cinéma, il revient à la littérature.  Parallèlement, il écrit également des scénarios et dialogues pour des séries télévisées : Commissaire Moulin, Marie Pervenche. Enfin, sous le pseudonyme de Paul Vance, il publie deux romans policiers au Masque.

## Œuvres

### Romans signés Paul Andréota
- Hors-Jeu, Grasset, 1947
- Evangéline, Fasquelle, 1948
- Attentat à la pudeur, Denoël, 1949

### Romans policiers signés Paul Andréota
- Ni tout à fait le même , Denoël, 1968
- Zigzags, Julliard, coll. « PJ », 1969 -  Grand prix de littérature policière 1970 ; réédition, LGF, coll. « Le Livre de poche » no 4940, 1977 ; réédition, Librairie des Champs-Élysées, coll. « Club des Masques » no 419, 1980 ; réédition, Librairie des Champs-Élysées, coll. « Le Masque » no 1953, 1989
- La Pieuvre, Julliard, coll. « PJ », 1970 - adapté au cinéma sous le titre Les Suspects ; réédition, LGF, coll. « Le Livre de poche » no 4949, 1978 ; réédition, Librairie des Champs-Élysées, coll. « Club des Masques » no 431, 1981 ; réédition, Librairie des Champs-Élysées, coll. « Le Masque » no 1975, 1989
- Le Piège, Stock, 1972 -  Prix du meilleur scénario, traduit aux États-Unis sous le titre The Sweet Taste of Burning
- Les Lames, Stock, 1973
- Le Scénario, Stock, 1974
- La Maison des oiseaux, Librairie des Champs-Élysées, 1976 ; réédition, Librairie des Champs-Élysées, coll. « Le Masque » no 1644, 1981
- Schizo, Librairie des Champs-Élysées, 1977

### Romans policiers signés Paul Vance

#### SérieCommissaire Baratier
- Le Puits, la Corde et le Seau, Librairie des Champs-Élysées, coll. « Le Masque » no 1467, 1977
- Échec à l'innocence, Librairie des Champs-Élysées, coll. « Le Masque » no 1485, 1977

## Filmographie

### Scénariste - dialoguiste
- 1954 : La Rage au corps de Ralph Habib
- 1954 : Secrets d'alcôve (segment Riviera-Express, réalisé par Ralph Habib)
- 1954 : Orient-Express de Carlo Ludovico Bragaglia
- 1955 : Escale à Orly de Jean Dréville
- 1955 : Chantage de Guy Lefranc
- 1956 : La Sorcière d'André Michel
- 1956 : Club de femmes de Ralph Habib
- 1957 : La Peau de l'ours de Claude Boissol
- 1958 : Rafles sur la ville de Pierre Chenal
- 1959 : Le Passager clandestin de Ralph Habib et Lee Robinson
- 1961 : Napoléon II, l'Aiglon de Claude Boissol
- 1963 : Les Bonnes Causes de Christian-Jaque
- 1964 : La Tulipe noire de Christian-Jaque
- 1965 : Moi et les hommes de quarante ans de Jacques Pinoteau
- 1966 : La Seconde Vérité de Christian-Jaque
- 1966 : La Nuit des adieux de Jean Dréville et Isaak Menaker
- 1968 : Vivre la nuit de Marcel Camus
- 1971 : Les Assassins de l'ordre de Marcel Carné
- 1971 : Franz de Jacques Brel
- 1972 : Roses rouges et Piments verts (No encontré rosas para mi madre) de Francisco Rovira Beleta
- 1974 : Verdict d'André Cayatte
- 1974 : Les Suspects de Michel Wyn

## Prix
- Grand prix de littérature policière 1970 pour Zigzags[1]